# Lisciano Niccone
Lisciano Niccone – miejscowość i gmina we Włoszech, w regionie Umbria, w prowincji Perugia.
Według danych na rok 2004 gminę zamieszkiwało 668 osób, 19,1 os./km².